# San José del Progreso
San José del Progreso är en kommun i Mexiko.   Den ligger i delstaten Oaxaca, i den sydöstra delen av landet, 400 km sydost om huvudstaden Mexico City. Antalet invånare är 6 164. Arean är 66 kvadratkilometer.
Terrängen i San José del Progreso är platt åt nordväst, men åt sydost är den kuperad.
Följande samhällen finns i San José del Progreso:
- El Porvenir
- El Cuajilote
- Rancho de los Vásquez